# Лічба на пальцях методом Пая

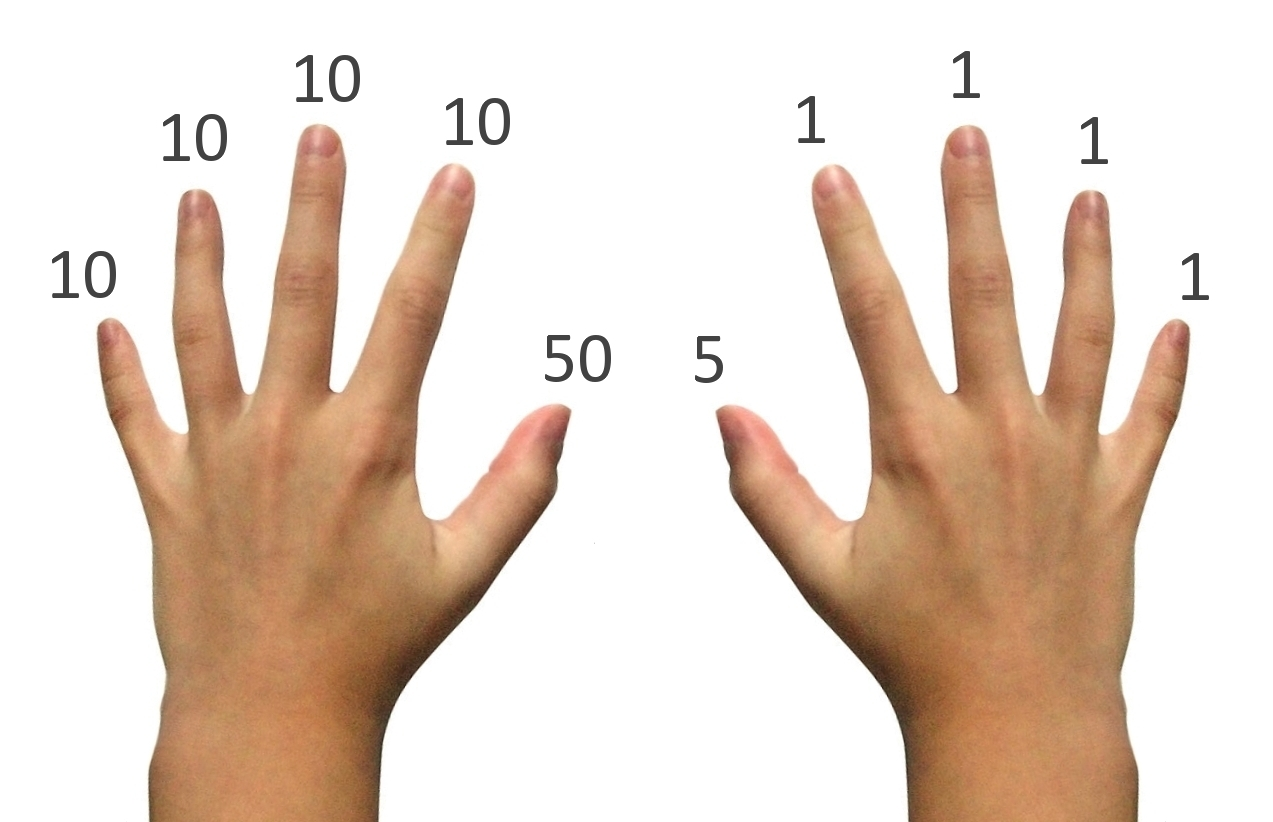
Коли палець торкається таблиці, він додає відповідне число до загальної суми. Значення пальців

Лічба на пальцях методом Пая (лічба на пальцях,чісанбоп від корейської chi (ji) палець + sanpŏp (sanbeop) розрахунок) —  спосіб обчислення, схожий на рахівничний, який використовується для виконання основних математичних дій. Створений у 1940-х роках у Кореї Сунг Джін Паєм і вдосконалений його сином Хан Янг Паєм. Корейським методом можна оперувати числами від 0 до 99, виконувати додавання, віднімання, множення та ділення. Система пропонована як простіша у використанні, ніж рахівниця, для учнів із вадами зору.

## Основні поняття

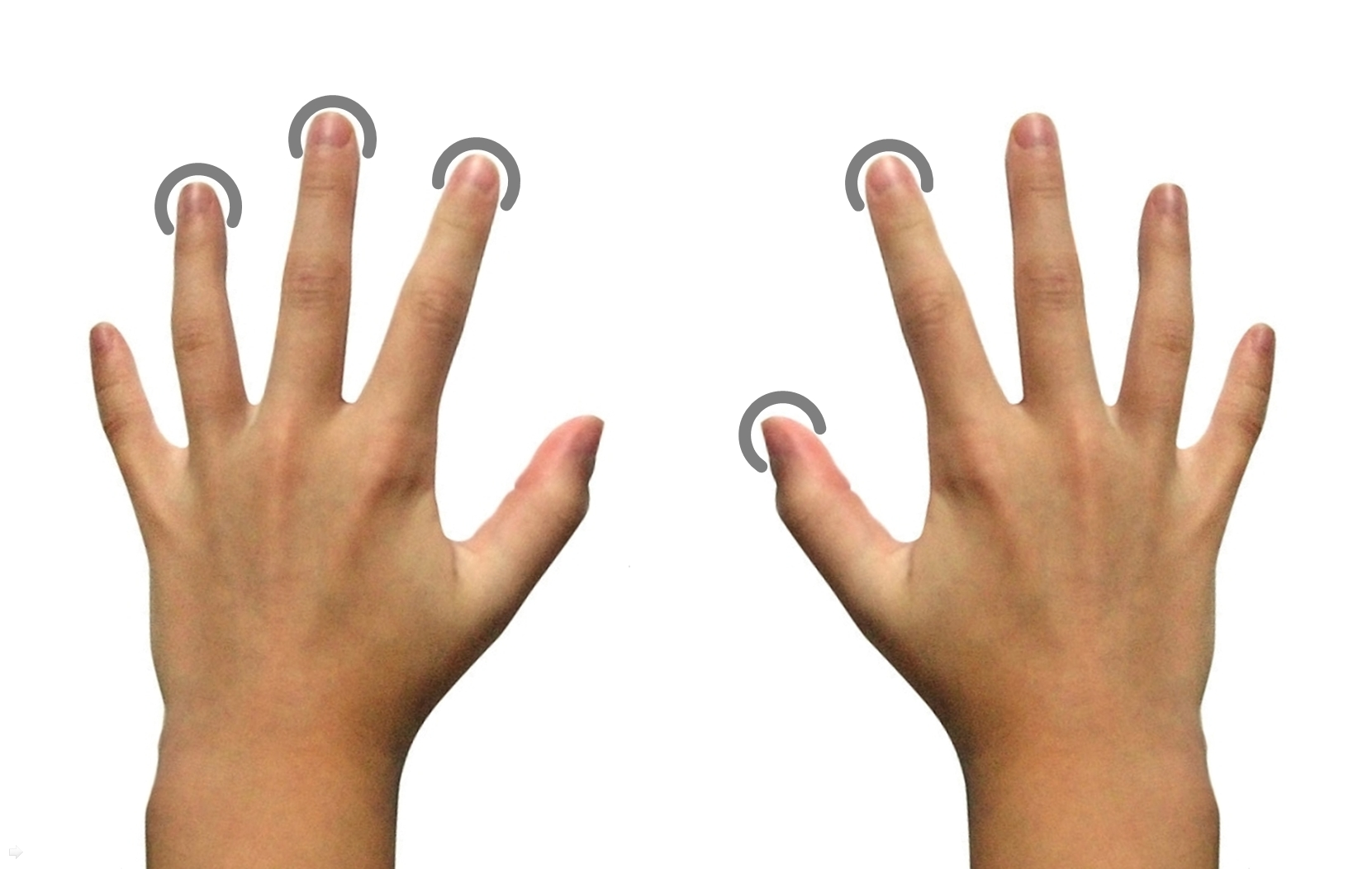
Сума трьох пальців лівої руки дорівнює 30, великий палець правої руки додає 5, а вказівний палець правої руки — 1, разом: 36

Кожен палець, крім великого, правої руки має значення одиниці. Тримаючи обидві руки над поверхнею (стола), торкніться вказівним пальцем стільниці, щоб вказати на «один». Натисніть вказівний і середній пальці для «два», три крайні ліві пальці — для «три» і всі чотири пальці правої руки для позначення «чотири».
Великий палець правої руки вказує на значення «п'ять». Для позначення «шість» натисніть на стіл великим і вказівним пальцями правої руки. Великий палець плюс один палець означає «п'ять плюс один», 5+1=6.
Ліва рука позначає десятки, кожне значення множиться на десять. Кожен палець лівої руки символізує «десять», а великий палець лівої руки — «п'ятдесят». Таким чином, усі значення від «0» до «99» можна представити двома руками.

### Позначення
Розрізняють «великий палець» та інші «чотири пальці». Наступне позначення використовується для положення пальців щодо столу:[джерело?]
o ← Пальці на столі
. ← Пальці над столом
@ ← Великі пальці на столі
- ← Великі пальці над столом
У випадку правої руки, наприклад @oo.., означає, що великий, вказівний і середній пальці є на столі, а безіменний і мізинець — підняті.

### Кодування десяткових знаків
За допомогою пальців обох рук можна закодувати десяткові числа від 0 до 99. Пальцям присвоюються різні значення. При поданні двозначного десяткового числа цифри одиниць кодуються правою рукою:
```
-.... = 0
-o... = 1
-oo.. = 2
-ooo. = 3
-oooo = 4
@.... = 5
@o... = 6
@oo.. = 7
@ooo. = 8
@oooo = 9
```

Пальці лівої руки можуть позначати десятки:
```
....- = 00
...o- = 10
..oo- = 20
.ooo- = 30
oooo- = 40
....@ = 50
...o@ = 60
..oo@ = 70
.ooo@ = 80
oooo@ = 90
```

Приклади двозначного десяткового кодування двома руками:
```
....- -ooo. = 03
..oo- @oo.. = 27 
....@ -oooo = 54
.ooo@ @o... = 86
```

## Проста арифметика
Коли, під час підрахунку, доходить до числа, кратного 5, значення переноситься. Рахунок від 1 до 11:
```
....- -о... = 01
....- -оо.. = 02
....- -ооо. = 03
....- -оооо = 04
....- @.... = 05 -> перейти до 5, тобто розмістити великий палець праворуч, видалити палець праворуч;
....- @o... = 06
....- @oo.. = 07
....- @ооо. = 08
....- @oooo = 09
...o- -.... = 10 -> перейти до 10, помістити вказівний палець ліворуч, великий палець праворуч і видалити всі пальці;
...о- -о... = 11.
```

### Додавання
Додавання на пальцях є простою арифметичною дією. Число B додається до числа A додаванням B, помноженого на одиницю, починаючи з A.
Приклад 18 + 4:
```
...о- @ооо. = 18
...o- @oooo = 18 + 1
..oo- -.... = 18 + 2 -> перенос
..оо- -о... = 18 + 3
..oo- -oo.. = 18 + 4 -> результат: 
22.
```

З більш, ніж двома доданками та з двозначними десятковими числами це працює так само, як і письмове додавання. Починаючи з одиниць, ви додаєте колони за колонками обома руками, а ліва рука виконує перенесення в наступну колонку.

### Віднімання
Обчисліть 55 — 28 = 27
```
....@ @.... = 55
оооо- @оо.. = 47 (мінус 8)
..oo- @oo.. = 27 (мінус 20) --
```